# Pietà (Ainay-le-Château)

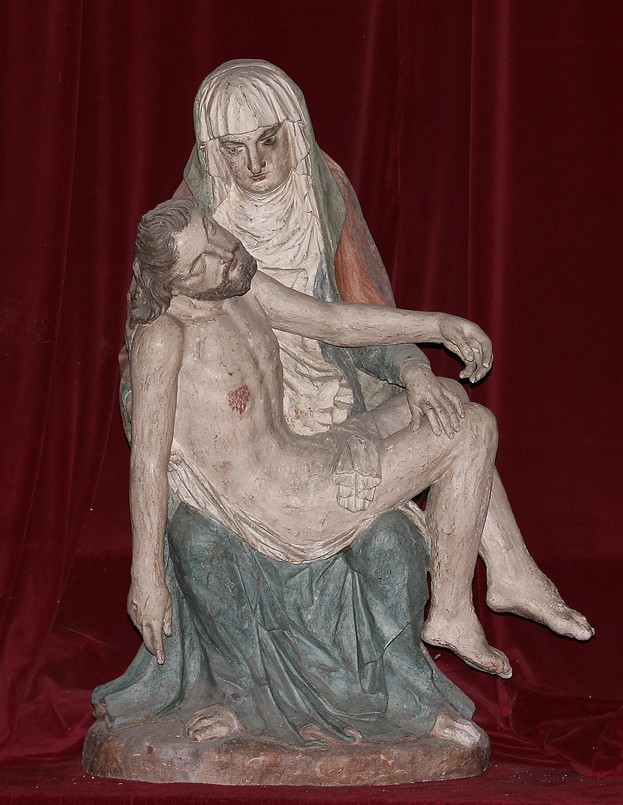
Pietà in Ainay-le-Château

Die Pietà in der Kirche St-Étienne in Ainay-le-Château, einer französischen Gemeinde im Département Allier der Region Auvergne-Rhône-Alpes, wurde im 17. Jahrhundert geschaffen. Im Jahr 1960 wurde die Pietà als Monument historique in die Liste der denkmalgeschützten Objekte (Base Palissy) in Frankreich aufgenommen.
Die 95 cm hohe Skulpturengruppe aus Holz zeigt Maria mit dem Leichnam Jesu auf den Knien. Die farbige Fassung wurde erneuert. Maria wird mit einem harten und in sich zurückgezogenen Gesichtsausdruck dargestellt.